# Keith Hornsby
Keith Randall Hornsby (ur. 30 stycznia 1992 w Williamsburgu) – amerykański koszykarz, występujący na pozycji rzucającego obrońcy, aktualnie zawodnik EWE Baskets Oldenburg.
W 2016 rozegrał pięć spotkań przedsezonowych w barwach Dallas Mavericks. Rok później reprezentował ten zespół podczas rozgrywek letniej ligi NBA w Orlando. W 2019 bronił barw Portland Trail Blazers w Las Vegas.
2 września 2019 został zawodnikiem Polskiego Cukru Toruń. 3 lipca 2020 dołączył do niemieckiego EWE Baskets Oldenburg.

## Osiągnięcia
Stan na 8 lipca 2020, na podstawie, o ile nie zaznaczono inaczej.
NCAA
- Uczestnik turnieju NCAA (2012, 2015)
- Mistrz:
  - turnieju konferencji Big South (2012)
  - sezonu regularnego konferencji Big South (2012)
- Lider konferencji Big South w skuteczności rzutów wolnych (92,5% – 2012)

Drużynowe
- Finalista Pucharu Polski (2020)[7]

Indywidualne
- MVP kolejki TBL (2 – 2019/2020)[8]
- Uczestnik meczu gwiazd ligi D-League (2017–2019)